# Alonso de Tejeda
Alonso de Torres Tejeda, más conocido como Alonso de Tejeda, (Zamora, c. 1540-Zamora, 7 de febrero de 1628) fue un compositor y maestro de capilla español.

## Biografía
Alonso de Tejeda nació en Zamora, en 1540, hijo de Benito de la Torre y Atilana de Tejeda. Sin embargo es más conocido por el apellido materno, que eligió por su abuelo materno, Miguel de Tejeda, secretario del Consejo Real del emperador Carlos V. Es probable que se formase musicalmente en la Catedral de Zamora en la década de 1560, donde probablemente también se le nombró clérigo.
Las primeras noticias de su vida profesional fueron de su nombramiento como maestro de capilla de la Catedral de Calahorra, el 29 de abril de 1572. Durante su estancia en Calahorra pretendió el magisterio en las catedrales de Burgos (1572) y Oviedo (1580).
En los primeros meses de 1581 comenzó su magisterio en la Catedral de Ciudad Rodrigo tras la partida de Francisco de Velasco a Cuenca. De sus actividades en Ciudad Rodrigo se sabe poco, aparte que debió conocer al maestro Juan Esquivel de Barahona de Oviedo y que fue juez en las oposiciones al magisterio de la Catedral de Palencia.
En 1591 fue nombrado maestro de capilla de la Catedral de León, tras ganar unas oposiciones a las que se presentaron además Juan García Garay, Marcos Esteban y Miguel Navarro. No hay más información sobre él, aparte de las actividades habituales de un maestro de capilla: educar a los seises, componer la música para las fiestas religiosas y buscar a músicos para la capilla. Durante su magisterio se compraron varios libros de polifonía de Victoria y Guerrero.
En enero de 1593 falleció el maestro Roque de Salamanca, por lo que el cabildo de Salamanca decidió organizar unas pruebas para elegir al nuevo maestro. Las oposiciones, que se celebraron en abril de ese año, no resultaron satisfactorias, por lo que el cabildo decidió cancelar el proceso y contactar a los maestros Sebastián de Vivanco y Tomás Luis de Victoria para buscar a un candidato adecuado. Finalmente se ofreció el cargo sin oposición a Tejeda, que aceptó. Al contrario que otros maestros de capilla de la Catedral de Salamanca, Tejeda no fue nombrado Catedrático de Música de la Universidad de Salamanca, cargo ocupado por el primer organista de la Catedral, Bernardo Clavijo del Castillo. Durante su estancia en Salamanca ganó las oposiciones al magisterio de la Capilla Real de Granada, pero no llegó a ocupar el cargo, regresando a Salamanca por unos meses.
El 3 de diciembre de 1601 tomó el cargo de maestro de capilla de la Catedral de Zamora, tras ofrecerse al cabildo. Solo permaneció hasta mayo de 1604, cuando se trasladó a Toledo para realizar las oposiciones para el magisterio tras la marcha de Alonso Lobo.
Entre el 28 y 29 de julio de se examinó a Tejeda y otros cuatro candidatos en Toledo —Francisco de Bustamante, Diego de Bruceña, Juan Siscar y Lucas Tercero— y el 31 se convocó a los cantores para que diesen su opinión. Ganó Tejeda y, tras la aprobación su expediente de limpieza de sangre el 12 de noviembre, se le otorgó la plaza. Sin embargo tardó seis meses en ocupar el cargo el 15 de abril de 1605, ya que no había dejado a nadie con un poder para recibir el cargo.
Sus inicios en Toledo fueron movidos, ya que en 1606 regresó a Zamora a ejercer de maestro de capilla. Desde allí escribió una carta al cabildo toledano solicitando un puesto para su cuñado. El cabildo le respondió que, o bien volvía a Toledo y cumplía con sus obligaciones, o dejaba el cargo. Tejeda se decidió por Toledo. Por lo demás el cabildo estuvo satisfecho con el trabajo del maestro, e incluso le aumentó el sueldo a los 75 000 maravedís. Sin embargo, una discusión con los cantores, en los que fue insultado, lo llevaron a dimitir el 27 de mayo de 1617.
Tejeda entró brevemente en el Convento de los Agustinos ermitaños de San Felipe el Real de Madrid por un año. Finalmente no llegó a profesar y se ofreció a la Catedral de Burgos como maestro. El cabildo aceptó en abril de 1618 y Tejeda se trasladó a Burgos, donde también tuvo varios conflictos con músicos de la capilla burgalesa. Los cantores se quejaban de que el maestro no les daba la brillantez necesaria e introducían fallos en la polifonía a propósito. Tejeda amenazó con marchar y el cabildo soluciono finalmente el problema permitiéndole reducir a ciertos cantores las ganancias de tocar fuera de la catedral.
El 20 de febrero de 1623 Tejeda marchó a su último magisterio en la Catedral de Zamora, dando la razón de haber sido «llamado de la santa iglesia de Zamora para maestro de capilla y por ser natural de aquella tierra y tener en ella sobrina a quien desde esta ciudad socorría por ser pobre.» En Zamora pasaría los últimos días de su vida, «En 7 de febrero, 1628, murio el maestro de capilla Alonso Tejeda, racionero de esta iglesia».

## Obra
La importancia musical de Tejeda viene dada por Lope de Vega, que lo menciona junto con Guerrero entre los cinco mejores compositores de finales del siglo XVI.
De su estancia en Toledo no se conserva prácticamente nada. Sólo se conserva un himno titulado Jesu Corona Virginum, a cuatro voces. Existe además un magnificat a ocho voces, que se le atribuye. Las obras de Tejeda fueron publicadas en:
- Tejeda, Alonso (1974).  Preciado, D., ed. Alonso de Tejeda: Obras completas. Madrid.